# جان بورگیوس
جان بورگیوس  (به انگلیسی: John Bourgeois) (زاده ۱۱ اوت ۱۹۵۶) بازیگر کانادایی است. از فیلم‌هایی که او در آن بازی کرده است، می‌توان به شاهزاده و من اشاره کرد.